# Traité de Fontainebleau (octobre 1807)
Pour les articles homonymes, voir Traité de Fontainebleau.
En 1806, après avoir renoncé à envahir l'Angleterre, Napoléon décrète le Blocus continental. Le Portugal, traditionnel allié de l'Angleterre, se refuse à respecter ce blocus de sorte que Napoléon décide de l'attaquer. Pour cela, il faut être capable d'amener des troupes terrestres jusqu'au Portugal. C'est ainsi que le 27 octobre 1807, Manuel Godoy, alors chancelier du roi espagnol Charles IV, et Napoléon Ier signent le traité de Fontainebleau, qui autorise le passage des troupes françaises par le territoire espagnol afin d'envahir le Portugal.
Une fois envahi, le pays serait divisé en trois zones :
- La zone nord serait remise à l'ancien roi d'Étrurie en compensation de ses territoires italiens annexés par Napoléon.
- La zone centre serait réservée en vue d'un possible échange contre Gibraltar et l'île de la Trinité, aux mains de l'Angleterre.
- La zone sud reviendrait à Godoy et sa famille comme principat des Algarves.

Les îles et colonies du Portugal seraient réparties elles aussi entre l'Espagne et la France.
Effectivement, en novembre 1807, l'armée franco-espagnole entame la première invasion napoléonienne du Portugal : elle entre au Portugal et occupe Lisbonne. La famille royale portugaise, dont le futur roi Jean VI, régent au nom de sa mère, Marie Ire la Folle, se réfugie au Brésil. Simultanément, les troupes françaises occupent les principales places espagnoles. Cela amène inévitablement le déclenchement de la guerre d'indépendance espagnole. On ne peut écarter l'idée d'un pacte secret, connu de Manuel Godoy, dans lequel et suivant les plans de l'Empereur, 100 000 soldats français occuperaient l'Espagne.

## Textes

### Projet de convention
Fontainebleau, 23 octobre 1807.
ARTICLE 1° – Le Portugal sera divisé en trois parties :
La partie septentrionale, comprenant le port de Porto et une population de 800,000 âmes, sera donnée au roi d'Étrurie, qui en jouira sous le titre de roi de la Lusitanie septentrionale.
La partie méridionale, comprenant l'Algarve et l'Alentejo, de manière à former une population de 400,000 âmes, sera donnée au prince de la Paix, pour en jouir à titre de souveraineté.
La troisième partie, formant la partie intermédiaire, dont la population sera de deux millions d'âmes et qui comprendra la ville de Lisbonne, sera gardée en réserve, soit pour être rendue, à la paix, en compensation des colonies enlevées par les Anglais et spécialement des colonies espagnoles, soit pour toute autre disposition qui aura été concertée entre les deux puissances.
ART. 2. — Cette division en trois parties sera faite par des plénipotentiaires respectivement nommés par la France et l'Espagne.
ART. 3. — Moyennant ces arrangements, le royaume d'Étrurie sera cédé à S. M. l'Empereur et Roi, pour en jouir en toute souveraineté et propriété.
ART. 4. — Il sera fait une nouvelle délimitation des frontières de la France et de l'Espagne, de manière que la ville de Fontarabie et le port du Passage appartiennent à la France au moyen d'une frontière nouvelle qui, quittant l'ancienne derrière la montagne de Larhune, passerait par la gorge d'Olette, comprendrait les Palomières et Vera, Echalar, traverserait la Bidassoa et se dirigerait ensuite par Lesaca, le revers de la montagne d'Aya, Oyarzun, Renteria, Lezo, arriverait jusqu'à la mer, entre Saint-Sébastien et le port du Passage.
ART. 5. — Les hautes parties contractantes s'arrangeront à l'amiable pour un partage à faire des colonies dans les deux Indes.
ART. 6. – S. M. le roi d'Espagne exercera un droit de suprématie et de suzeraineté sur tous les États provenant du démembrement du royaume de Portugal.
ART. 7. — S. M. l'Empereur et Roi s'engage à reconnaître comme empereur des Amériques et roi d'Espagne S. M. le roi d'Espagne, dans le moment opportun, et lorsqu'il sera certain de le faire reconnaître sous ce titre par les autres puissances.

### Convention secrète
ENTRE S. M. CATHOLIQUE ET S. M. L'EMPEREUR DES FRANÇAIS, POUR LE RÈGLEMENT DES AFFAIRES DU PORTUGAL.
Fontainebleau, 27 octobre 1807.
Nous NAPOLÉON, par la Grâce de Dieu et les Constitutions, Empereur des Français, Roi d'Italie et Protecteur de la Confédération du Rhin, ayant vu et examiné le traité fait et signé à Fontainebleau par le général de division, grand maréchal de notre palais, grand-cordon de la Légion d'honneur, etc., Michel Duroc, revêtu, pour cet objet, de nos pleins pouvoirs, avec Don Eugenio Isquierdo de Ribera y Lezaun, conseiller d'État et de guerre de S. M. le Roi d'Espagne, également revêtu des pleins pouvoirs de son souverain, et dont la teneur suit :
S. M. l'Empereur des Français, Roi d'Italie et Protecteur de la Confédération du Rhin, et S. M. Catholique le Roi d'Espagne, désirant, en commun accord, régler les intérêts des deux pays, et fixer le sort futur du Portugal par une saine politique et convenablement à l'intérêt des deux pays, ont nommé comme plénipotentiaires, savoir : S. M. l'Empereur des Français, Roi d'Italie, etc., le général de division Michel Duroc, grand maréchal du palais, etc. ; et S. M. Catholique le Roi d'Espagne Don Eugenio Izquierdo de Ribera y Lezaun, son conseiller d'État et de guerre, qui, après avoir échangé leurs pleins pouvoirs, sont convenus des articles suivants :
ARTICLE 1. — La province d'Entre Minho y Dottro sera cédée à S. M. le roi d'Étrurie, en pleine propriété et souveraineté, avec le titre de roi de la Lusitanie septentrionale.
ART. 2. — La province d'Alentejo et le royaume d'Algarve seront cédés en pleine propriété et souveraineté au prince de la Paix, pour les posséder sous le titre de prince d'Algarve.
ART. 3. — Il ne sera disposé des provinces de Beira, Tras los Montes et Estramadure portugaise qu'à la paix générale, et alors d'après les circonstances et selon ce qui en aura été convenu par les deux parties contractantes.
ART. 4. — Les descendants de S. M. le roi d'Étrurie posséderont le royaume de Lusitanie septentrionale comme héritage et d'après les lois de succession adoptées dans la famille qui occupe le trône d'Espagne.
ART. 5. — Les descendants du prince de la Paix posséderont la principauté d'Algarve comme héritage et d'après les lois de succession adoptées dans la famille qui occupe le trône d'Espagne.
ART. 6. — Dans le cas qu'il n'y aurait pas de descendants ou héritiers légitimes du roi d'Étrurie ou du prince d'Algarve, alors le Roi d'Espagne disposera de ces pays, à l'investiture, de manière cependant à ce qu'ils ne soient jamais gouvernés par un seul prince et qu'ils ne puissent être réunis avec la couronne d'Espagne.
ART. 7. — Le royaume de la Lusitanie septentrionale et la principauté d'Algarve reconnaîtront comme protecteur S. M. le Roi d'Espagne, et dans aucun cas leurs souverains ne peuvent faire la guerre ou la paix sans son consentement.
ART. 8. — Dans le cas que les provinces séquestrées de Beira, Tras los Montes, l'Èstramadure portugaise seraient données, à la paix générale, à la Maison de Bragance, en échange contre Gibraltar, Trinité ou autres colonies prises par les Anglais aux Espagnols et leurs alliés, alors le nouveau souverain de ces provinces aura les mêmes obligations envers S. M. le Roi d'Espagne que le roi de la Lusitanie septentrionale et le prince d'Algarve.
ART. 9. — S. M. le roi d'Étrurie cède le royaume d'Étrurie en pleine souveraineté à l'Empereur des Français et Roi d'Italie.
ART. 10. — Aussitôt qu'on aura définitivement pris possession des provinces du Portugal, les princes qui doivent en avoir la jouissance nommeront chacun des commissaires pour régler leurs bornes naturelles.
ART. 11. — S. M. l'Empereur des Français et Roi d'Italie garantit à S. M. le Roi d'Espagne la possession de ses États situés au midi des Pyrénées sur le continent de l'Europe.
ART. 12. — S. M. l'Empereur des Français et Roi d'Italie s'engage à reconnaître S. M. Catholique comme Empereur des Deux Amériques, quand tout aura réussi et que Sa Majesté prendra ce titre. Cela peut avoir lieu à la paix générale ou au plus tard dans trois ans.
ART. 13. — Les deux parties contractantes s'arrangeront sur le partage égal des iles, colonies ou autres possessions portugaises au-delà de la mer.
ART. 14. — Le présent traité sera tenu secret. Il sera ratifié et la ratification échangée à Madrid, au plus tard vingt jours après la signature du présent.
Fait à Fontainebleau, 27 octobre 1807.
Nous avons approuvé et approuvons, par le présent, le traité ci-dessus avec tous les articles y contenus. Nous déclarons l'avoir accepté, ratifié et confirmé, et promettons de le tenir inviolable.
En foi de quoi nous avons délivré le présent, signé par nous et scellé de notre sceau impérial.
À Fontainebleau, 27 octobre 1807.
NAPOLÉON
D'après la copie. Dépôt de la guerre.
13301.

### Annexe à la pièce précédente
CONVENTION RELATIVE A L'OCCUPATION DU PORTUGAL
Fontainebleau, 27 octobre 1807.
ARTICLE. — Un corps de troupes impériales françaises, de 25,000 hommes d'infanterie et de 3,000 hommes de cavalerie, entrera en Espagne et marchera droit sur Lisbonne. Il lui sera joint un corps de 8,000 hommes d'infanterie et de 3,000 hommes de cavalerie de troupes espagnoles, avec 30 pièces d'artillerie.
ART. 2. — Pendant le même temps, une division de troupes espagnoles, forte de 10,000 hommes, prendra possession de la province d'Entre Minho y Douro et de la ville de Porto, et une autre division, forte de 6,000 hommes, et aussi composée de troupes espagnoles, prendra possession de la province d'Alentejo et du royaume des Algarves.
ART. 3. — Les troupes françaises seront nourries et entretenues par l'Espagne, et leur solde sera payée par la France pendant tout le temps de leur passage en Espagne.
ART. 4. — Du moment que les troupes combinées seront entrées en Portugal, les provinces de Beira, Tras los Montes et Estramadure portugaise, qui doivent rester en séquestre, seront administrées et gouvernées par le général commandant les troupes françaises, et les contributions qui seront frappées tomberont au profit de la France. Les provinces qui doivent former le royaume de Lusitanie septentrionale et la principauté des Algarves seront administrées et gouvernées par les généraux commandant les divisions espagnoles qui y entreront, et les contributions qui y seront frappées tomberont au profit de l'Espagne.
ART. 5. — Le corps du centre sera sous les ordres du général commandant les troupes françaises, auquel seront soumises les troupes espagnoles qui leur seront jointes ; néanmoins, si le roi d'Espagne ou le prince de la Paix jugent à propos de se rendre à ce corps d'armée, le général commandant les troupes françaises et ses troupes seront sous leurs ordres.
ART. 6. — Un nouveau corps de 40,000 hommes de troupes françaises sera réuni à Bayonne, au plus tard le 20 novembre prochain, pour être prêt à entrer en Espagne pour se porter en Portugal, dans le cas où les Anglais enverraient des renforts et menaceraient de l'attaquer. Ce nouveau corps n'entrera cependant en Espagne qu'après que les deux hautes puissances contractantes se seront entendues à cet effet.
D'après la copie. Dépôt de la guerre.